# 猪熊兼樹
猪熊 兼樹（いのくま かねき、1973年〈昭和48年〉 - ）は、日本の美術工芸史学者。

## 略歴
1973年（昭和48年）、京都府京都市生まれ。関西学院大学大学院文学研究科美学専攻修士課程にて文学修士。
2003年（平成15年）、査読論文「春日大社蔵「沃懸地螺鈿毛抜形太刀」の意匠に関する考察」を発表、この論文で第15回國華賞の國華奨励賞を受賞した。
九州国立博物館研究員、東京国立博物館研究員、文化庁文化財調査官、東京国立博物館学芸企画部主任研究員を経て、現在同部特別展室長を務めている。

## 家族・親族
- 高祖父：猪熊夏樹
- 曽祖父：猪熊浅麻呂
- 祖父：猪熊兼繁[4]
- 父：猪熊兼勝[5]
- 大伯父：猪熊兼幹
- 従叔父：猪熊兼年

## 著作

### 単著
- 『宮廷物質文化史』中央公論美術出版、2017年8月1日。ISBN 978-4-8055-0768-1。

### 寄稿
- 「花洛十二か月 十一月：新嘗祭」『茶道雑誌』第65巻第11号、河原書店、2001年11月、103-110頁。
- 「有職文様」『日本の美術』第509号、ぎょうせい、2008年10月、1-98頁。
- 「ラタナコーシン時代の美術工芸」『タイ国情報』第51巻第5号、日本タイ協会、2017年9月、1-4頁。

### 論文
- 「春日大社古神宝「蒔絵箏」についての考察」『美学研究』第15編、関西学院大学美学芸術学会、2000年3月、1-17頁。
- 「春日大社蔵「沃懸地螺鈿毛抜形太刀」の意匠に関する考察」『佛敎藝術』第266号、佛敎藝術學會、2003年1月。
- 「宮廷服飾調度の志向に関する考察：奈良平安時代の服飾調度の展開」『美術フォーラム21』第10巻、2004年、18-22頁。
- 「金剛寺蔵「野辺雀蒔絵手箱」の場景意匠に関する考察」『佛敎藝術』第282号、佛敎藝術學會、2005年9月。
- 「館蔵「大航海時代の工芸品」に関する小考」『東風西声：九州国立博物館紀要』第2号、2006年10月15日、20-26頁。
- 「「アジアはひとつ」ではない！：金子量重先生の「アジア民族造形」への情熱と夢にふれて」『アジア民族造形学会誌』第7号、2007年、79-102頁。
- 「奈良平安時代の儀仗劍」『國華』第113巻第12号、2008年7月、3-16頁。
- 「有職文様の形成と展開に関する研究」『鹿島美術財団年報』第27号、2009年、170-180頁。
- 「平安後期の平胡録の意匠に関する考察」『美術フォーラム21』第19巻、19、62-67頁。
- 「賀茂別雷神社蔵『賀茂祭絵図』「勅使諸司行列巻」に関する小考」『京都産業大学日本文化研究所紀要』第15号、2009年、25-60頁。
- 「東京国立博物館蔵『旧儀式図画帖』」『Museum』第626号、東京国立博物館、2010年6月、29-62頁。
- 「表紙解説：青色御袍裂（『九重の紅葉』所収）」『Museum』第628号、東京国立博物館、2010年10月。
- 「ベトナム螺鈿の器物資料に関する知見」『東風西声：九州国立博物館紀要』第7号、2011年、116-111頁。
- 「圖版朱漆飾太刀箱」『國華』第119巻第8号、2014年3月、34-35頁。
- 「フエ皇城世廟の九鼎の意匠」『東京国立博物館紀要』第53号、2017年、5-57頁。